# Alexandra Flint

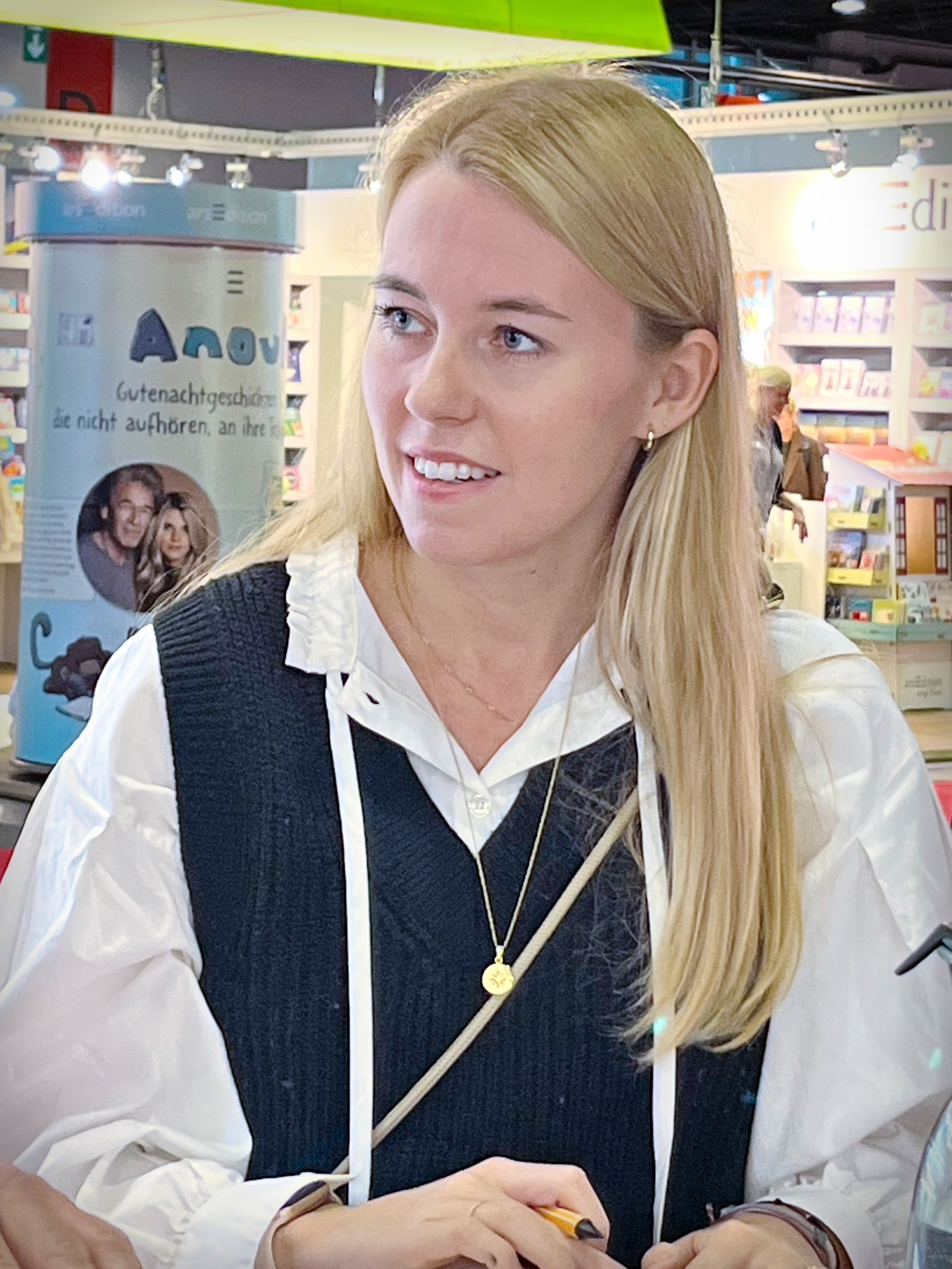
Alexandra Flint auf der Frankfurter Buchmesse 2022

Alexandra Flint (* 1996 in der Nähe von Hannover) ist eine deutsche Schriftstellerin für jugendliche Liebesromane, die mit der Dilogie Maple-Creek Platzierungen auf der Spiegel-Bestsellerliste erreichte.

## Leben
Alexandra Flint lebt mit ihrem Mann in München und studierte dort Systems Engineering. Neben dem Schreiben betreibt Flint einen instagram Blog und berichtet über ihre Reisen.

## Literarisches Wirken
Bereits mit sieben Jahren begann Flint nach ihrer eigenen Aussage mit dem Schreiben. Unter dem Namen Alexandra Stückler-Wede veröffentlichte die Autorin 2019 ihr Debüt, die dystopische Romantasy (Romantische Fantasyliteratur) Elyanor im Imprint Label Loomlight des Thienemann-Esslinger Verlags. 2022 publizierte sie zum ersten Mal unter dem Namen Alexandra Flint und veröffentlichte die dystopisch romantische Dilogie Emerdale in Thienemann-Esslingers Imprint Planet!. Beide Bände der 2022 im Ravensburger Verlag erschienenen New-Adult-Dilogie (Liebesromane mit leichter Erotik für junge Erwachsene) Maple Creek erreichten eine Platzierung auf der Spiegel-Bestsellerliste, deren ersten Band Flint auf ihrer Weltreise geschrieben hat.

## Werke (Auswahl)

### Als Alexandra Stückler-Wede
- Elyanor 1 – zwischen Licht und Finsternis. Loomlight, Stuttgart 2019, ISBN 978-3-522-50678-6.
- Elyanor 2 – zwischen Eis und Feuer. Loomlight, Stuttgart 2020, ISBN 978-3-522-50716-5.
- Calea – zwischen Asche und Rauch. Loomlight, Stuttgart 2021, ISBN 978-3-522-50752-3.

### Als Alexandra Flint
- Emerdale 1 – Two sides of the dark. Planet!, Stuttgart 2022, ISBN 978-3-522-50708-0.
- Emerdale 2 – One side of the light. Planet!, Stuttgart 2022, ISBN 978-3-522-50709-7.
- Maple Creek 1 – Meet me in Maple Creek. Ravensburger, Ravensburg 2022, ISBN 978-3-473-58631-8.
- Maple Creek 2 – Save me in Maple Creek. Ravensburger, Ravensburg 2022, ISBN 978-3-473-58632-5.
- Kein Horizont zu weit – Tales of Sylt. Band 1, Loewe, Bindlach 2023, ISBN 978-3-7432-1407-1.
- Kein Sturm zu nah – Tales of Sylt. Band 2, Loewe, Bindlach 2023, ISBN 978-3-7432-1408-8.
- Kein Ozean zu tief – Tales of Sylt. Band 3, Loewe, Bindlach 2023, ISBN 978-3-7432-1409-5.
- Silent Secrets – Mondia-Dilogie. Band 1, Planet!, Stuttgart 2024, ISBN 978-3-522-50836-0

### In Anthologien
- Christmas kisses – ein Adventskalender. Ravensburger, Ravensburg 2022, ISBN 978-3-473-58621-9.